# Сельское поселение Фрунзенское
Сельское поселение Фрунзенское — муниципальное образование в Большеглушицком районе Самарской области.
Административный центр — посёлок Фрунзенский.

## Административное устройство
В состав сельского поселения Фрунзенское входят:
- посёлок Фрунзенский,
- посёлок Верхнедольск,
- село Каралык,
- посёлок Малый Каралык,
- село Морша,
- посёлок Озерск.